# نهج الجزائر (مدينة تونس)
نهج الجزائر هو أحد أنهج تونس العاصمة ويختلف عن نهج عاصمة الجزائر، ويربط بين ساحة باب الجزيرة ونهاية شارع جمال عبد الناصر، ومن الأنهج التي تصب فيه نهج شارل ديغول ونهج المغرب ونهج السودان. لا توجد بهذا النهج مؤسسات هامة.

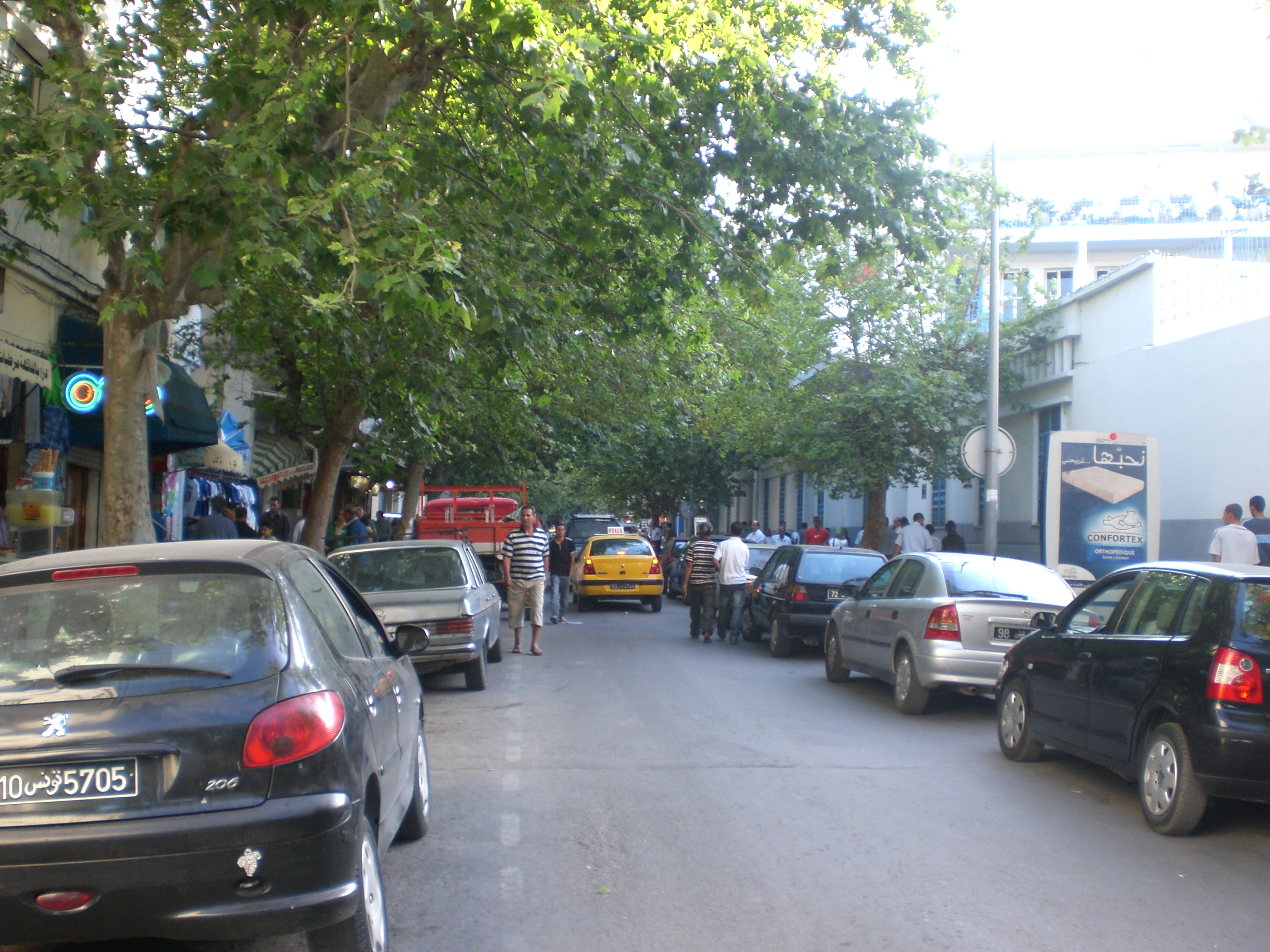
نهج الجزائر بتونس العاصمة